# Birger Hedqvist
Karl Birger Hedqvist, född 13 maj 1894 i Piteå landsförsamling i Norrbottens län, död 24 februari 1964 i Oscars församling i Stockholms stad, var en svensk militär.

## Biografi
Hedqvist avlade studentexamen vid Umeå högre allmänna läroverk 1911. Han avlade officersexamen vid Krigsskolan 1913 och utnämndes samma år till underlöjtnant vid Norrlands artilleriregemente, som han kom att tillhöra till 1924. Han gick 1915–1916 Allmänna artillerikursen vid Artilleri- och ingenjörhögskolan (AIHS) och 1916–1918 Högre artillerikursen där, befordrades 1917 till löjtnant och verkade 1919–1921 som repetitör och biträdande lärare vid AIHS. Efter trupptjänstgöring blev han 1922 adjutant vid Artilleriinspektionen i Arméstaben. År 1924 blev han officer vid Artilleristaben med placering vid Industriavdelningen i Artilleridepartementet i Arméförvaltningen 1924–1932. Han utnämndes 1926 till kapten i Artilleristaben och överfördes 1928 till Norrlands artilleriregemente. Han var lärare i krigskonst (strategi) vid AIHS 1926–1933. Han blev 1929 adjutant hos chefen för Artilleristaben, som samtidigt fungerade som chef för Artilleriets skjutskola. Åren 1932–1934 tjänstgjorde han vid Generalstaben och var sakkunnig i 1930 års försvarskommission 1931–1935 samt ledamot av Arméns fullmäktige 1934–1937. Han befordrades till major i armén 1934, var batterichef vid Norrlands artilleriregemente 1934–1936 och överfördes till Artilleristaben 1936.
Åren 1936–1954 tjänstgjorde han vid Arméförvaltningen: som chef för Industriavdelningen i Artilleridepartementet 1936–1937, som chef för Industribyrån i Tygdepartementet 1937–1939, som fälttygmästare i Tygdepartementet (senare Tygavdelningen) 1939–1949 och som generalfälttygmästare och chef för Tygavdelningen från 1949. Han befordrades till överstelöjtnant i Fälttygkåren 1937, till överste i Fälttygkåren 1939 och till generalmajor och chef för samma kår 1949. När Tygavdelningen i Arméförvaltningen den 1 juli 1954 ombildades till den självständiga myndigheten Armétygförvaltningen med chefen för armén som myndighetschef var Hedqvist som generalfälttygmästare souschef vid myndigheten fram till 1959, då han inträdde som generallöjtnant i reserven. I egenskap av souschef var han samtidigt ledamot av Försvarets förvaltningsdirektion.
Birger Hedqvist invaldes 1937 som ledamot av Kungliga Krigsvetenskapsakademien och var akademiens styresman 1951–1953.
Hedqvists ”insatser som fälttygmästare under hela andra världskriget, då han påtog sig en enorm arbetsbörda, ledde till att landet i slutet av kriget stod relativt väl rustat mot ett angrepp. Genom tillkomsten av krigsmaterielverket 1 juli 1943 komplicerades alla materielärenden, och även relativt obetydliga beställningar till krigsindustrin måste föregås av segslitna och långdragna förhandlingar inför försvarsministern emellan arméledningen och representanter för krigsmaterielverket. Dessa förhandlingar leddes från arméns sida nästan undantagslöst av H.” Hans ”första fem år som generalfälttygmästare 1949–54 karakteriserades av besvärliga utredningar av organisatorisk art. Under dessa år pågick 1946 års militära förvaltningsutredning, vars arbete först 1954 ledde till krigsmaterielverkets avskaffande och de militära förvaltningarnas omorganisation. Under de senare fem åren av H:s generalfälttygmästartid genomfördes bl a arméns tygmaterielplan – kanske det mest betydelsefulla som skett på detta område. Genom denna plan skapades möjligheter att med förutseende planlägga arméns utrustning med modern materiel.”

## Utmärkelser
- Riddare av Svärdsorden, 1934.[17]
- Riddare av Vasaorden, 1935.[18]
- Riddare av Nordstjärneorden, 1941.[19]
- Kommendör av Svärdsorden, 14 november 1942.[20]
- Kommendör av första klass av Svärdsorden, 15 november 1945.[21]
- Kommendör med stora korset av Svärdsorden, 6 juni 1956.[22]